# Clarín (Chile)
Clarín fue un periódico chileno publicado entre 1954 y 1973, año en que fue cerrado debido al golpe de Estado del 11 de septiembre de 1973; su eslogan fue «Firme junto al pueblo». Vale precisar que este periódico no tiene relación alguna con el diario homónimo de Argentina.

## Historia
Clarín fue creado por el periodista Darío Sainte Marie Soruco, conocido por el seudónimo de «Volpone». El periódico comenzó a circular el 21 de septiembre de 1954 para competir con los vespertinos Las Noticias de Última Hora y La Segunda. Posteriormente Volpone lo compró a un precio simbólico y lo transformó en matutino a partir del 15 de marzo de 1955, especializado en temas policiales y con precios de impresión muy bajos en los talleres del diario La Nación.
Sus tirajes iniciales fueron de entre 20 000 y 30 000 ejemplares, cubriendo Santiago y otras ciudades del país. Posteriormente, gracias a su cobertura de noticias policiales, logró vender entre 35 000 y 40 000 ejemplares.
Al asumir el gobierno de Jorge Alessandri, Clarín fue expulsado del edificio de La Nación, debido a las opiniones de Volpone contra Alessandri. En la década de 1960, se transformó en un periódico de izquierda. Durante la presidencia de Eduardo Frei Montalva, el periódico volvió a imprimirse en los talleres de La Nación.
Posterior a la campaña presidencial de 1970, fue adquirido por el ingeniero español Víctor Pey y estuvo del lado del candidato de la Unidad Popular, Salvador Allende. Una vez asumido Allende, defendió su gobierno, llamando también a la lucha de clases siendo considerado un portavoz escrito del oficialismo socialista.[cita requerida]
La última edición de Clarín circuló el 11 de septiembre de 1973. Ese día, a las 4:00 a. m., las tropas del Ejército ocuparon los talleres ubicados en la calle Dieciocho 263 e impidieron la entrega del matutino a las agencias de distribución. Desde ese momento, el periódico no volvió a publicarse; sin embargo, algunas ediciones de aquel día, principalmente las ediciones destinadas a regiones, lograron ser despachadas, por lo que se consideran auténticas rarezas de un alto valor histórico.

### Expropiación y litigio judicial
Tras el golpe de Estado, el nuevo edificio que se había construido para albergar las oficinas y talleres del periódico, ubicado en la esquina sureste de las calles Gálvez (denominada Zenteno desde el 19 de junio de 1985) y Alonso de Ovalle —en el Barrio Cívico— fue expropiado mediante el decreto ley 93 del 20 de octubre de 1973; posteriormente el edificio fue ocupado por el Ejército de Chile. Las restantes propiedades pertenecientes al Consorcio Publicitario y Periodístico S.A. y la Empresa Periodística Clarín S.A. fueron expropiadas mediante el decreto 165 del 10 de febrero de 1975.
En 2008 el Estado de Chile fue condenado a pagar una indemnización de 10 millones de dólares por la expropiación del diario. Pero luego la decisión fue revocada. El 11 de septiembre de 2013, con motivo de los 40 años del golpe de Estado en Chile, lanzó una edición especial impresa, con la colaboración del periódico El Ciudadano; posteriormente se lanzarían nuevas ediciones el 11 de cada mes, sin embargo en diciembre se deja de producir el diario escrito, anunciándose un receso durante el período de verano, tiempo en que se evalúa su continuidad.

### Anulación del decreto de disolución
En un fallo histórico, el 16 de agosto de 2024 la Corte Suprema de Chile anuló el decreto 165 del 10 de febrero de 1975 que declaró disueltas las empresas Consorcio Publicitario y Periodístico S.A. y Empresa Periodística Clarín Limitada.
La anulación del decreto fue resultado de recursos presentados por la Fundación Presidente Allende ante la Corte Suprema, después de que tribunales inferiores rechazaran su solicitud de nulidad del decreto emitido por la Junta Militar encabezada por Augusto Pinochet. Jorge Arrate Mac Niven y Roxana Pey señalaron que la decisión del máximo tribunal chileno no solo devuelve al diario su existencia previa al golpe de Estado, sino que también deshace un crimen de la dictadura que silenciaba la prensa y expropiaba propiedades.